# Karan Aur
Karan Aur is een bestuurslaag in het regentschap Pariaman van de provincie West-Sumatra, Indonesië. Karan Aur telt 2201 inwoners (volkstelling 2010).